# Couronne franciscaine
 (mai 2024).
La mise en forme du texte ne suit pas les recommandations de Wikipédia : il faut le « wikifier ».
Les points d'amélioration suivants sont les cas les plus fréquents. Le détail des points à revoir est peut-être précisé sur la page de discussion.
- Les titres sont pré-formatés par le logiciel. Ils ne sont ni en capitales, ni en gras.
- Le texte ne doit pas être écrit en capitales (les noms de famille non plus), ni en gras, ni en italique, ni en « petit »…
- Le gras n'est utilisé que pour surligner le titre de l'article dans l'introduction, une seule fois.
- L'italique est rarement utilisé : mots en langue étrangère, titres d'œuvres, noms de bateaux, etc.
- Les citations ne sont pas en italique mais en corps de texte normal. Elles sont entourées par des guillemets français : « et ».
- Les listes à puces sont à éviter, des paragraphes rédigés étant largement préférés. Les tableaux sont à réserver à la présentation de données structurées (résultats, etc.).
- Les appels de note de bas de page (petits chiffres en exposant, introduits par l'outil «  Source ») sont à placer entre la fin de phrase et le point final[comme ça].
- Les liens internes (vers d'autres articles de Wikipédia) sont à choisir avec parcimonie. Créez des liens vers des articles approfondissant le sujet. Les termes génériques sans rapport avec le sujet sont à éviter, ainsi que les répétitions de liens vers un même terme.
- Les liens externes sont à placer uniquement dans une section « Liens externes », à la fin de l'article. Ces liens sont à choisir avec parcimonie suivant les règles définies. Si un lien sert de source à l'article, son insertion dans le texte est à faire par les notes de bas de page.
- La présentation des références doit suivre les conventions bibliographiques. Il est recommandé d'utiliser les modèles {{Ouvrage}}, {{Chapitre}}, {{Article}}, {{Lien web}} et/ou {{Bibliographie}}. Le mode d'édition visuel peut mettre en forme automatiquement les références.
- Insérer une infobox (cadre d'informations à droite) n'est pas obligatoire pour parachever la mise en page.

Pour une aide détaillée, merci de consulter Aide:Wikification.
Si vous pensez que ces points ont été résolus, vous pouvez retirer ce bandeau et améliorer la mise en forme d'un autre article.

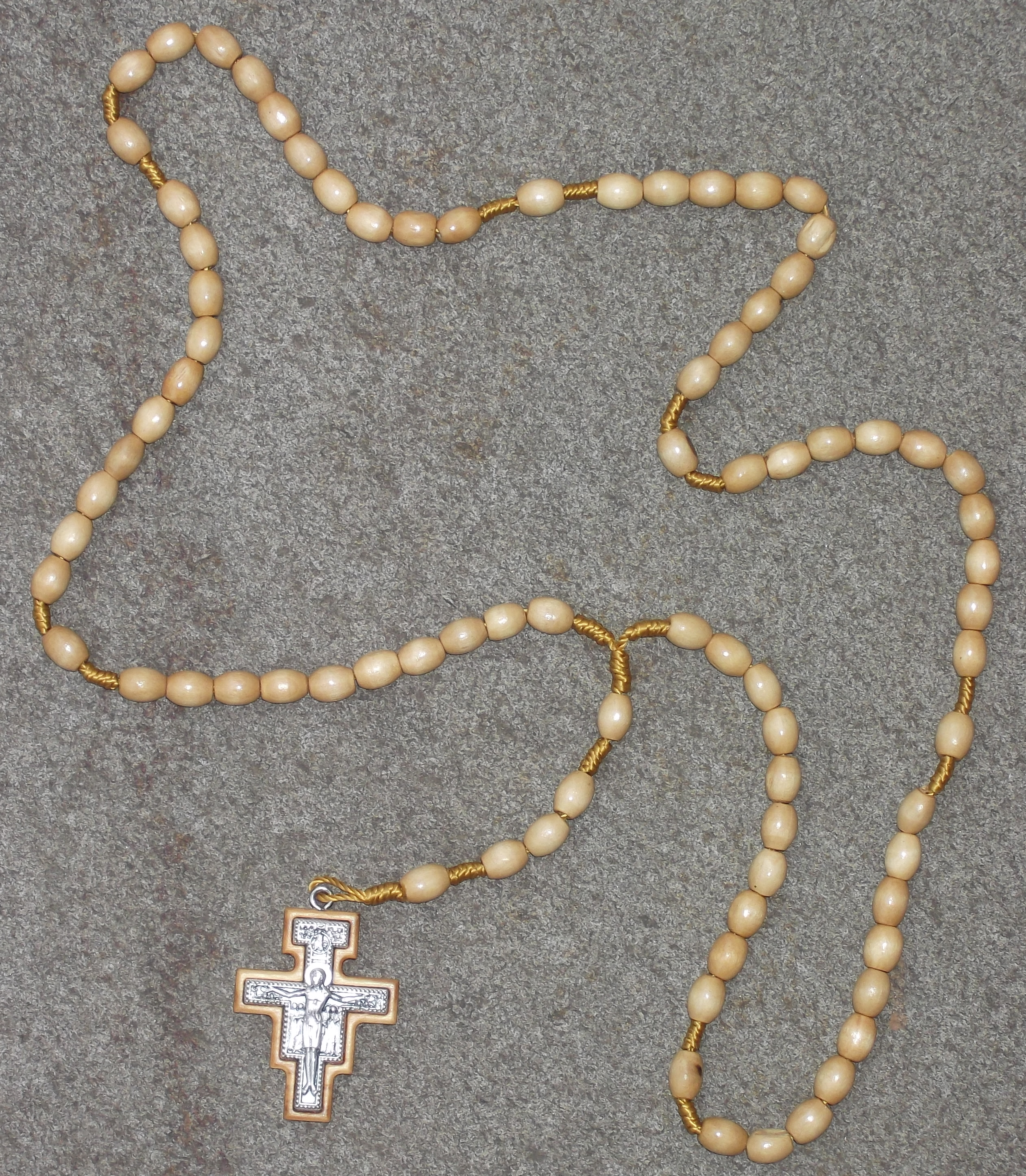
Rosaire séraphique

La Croix franciscaine (ou Rosaire séraphique) est un rosaire composé de sept mystères en commémoration des Sept joies de la Vierge, à savoir, l'Annonciation, la Visitation, la Nativité de Jésus, l'Adoration des Mages, Jésus parmi les docteurs, la Résurrection de Jésus, et finalement, l'Assomption de Marie et le Couronnement de la Vierge. La dévotion aux sept joies de Marie est trouvée en différentes formes et communautés. Particulièrement populaire chez les Franciscains, les Cisterciens, et l'Ordre de l'Annonciation de la Vierge Marie. La dévotion accorda de nombreuses indulgences par divers papes, devenant la dévotion la plus lourdement encouragée dans l'Église catholique. Afin que de quelconques indulgences associées fussent reçues il n'étaient pas nécessaire pour un rosaire franciscain d'avoir été béni ou même d'utiliser des grains du tout.

## Histoire
La Croix franciscaine fût appelée de différentes façons le Rosaire franciscain, le Rosaire séraphique ou le Rosaire des Sept joies de Notre Dame. Les "Sept joies" est une dévotion rappelant les sept épisodes joyeux de la vie de la Bienheureuse Vierge Marie. La pratique issue au milieu des Franciscains au début du XVe siècle en Italie. Les thèmes ressemblent aux Gaudes du XIIe siècle, louanges latines qui demandent à Marie de se réjouir parce que Dieu l'a préféré de différentes manières. 
L'historien franciscain, Luc de Wadding (1588-1657) date l'origine de la Croix franciscaine à l'année 1422. Selon la tradition franciscaine, en 1422 une apparition de la Bienheureuse Vierge Marie prit place à Assise, à un novice franciscain nommé Jacques (James, en anglais). Lorsqu'il était un enfant, il avait l'habitude d'offrir une couronne de roses à la Vierge Marie quotidiennement. Lorsqu'il entra dans l'Ordre des Frères mineurs, il devint bouleversé qu'il ne pourrait plus être capable d'offrir ce cadeau. La Bienheureuse Vierge Marie lui est apparue et le consola, lui montra une autre offrande quotidienne qu'il devrait réaliser : prier chaque jour les sept mystères du Je vous salue Marie, méditant entre chaque mystère sur l'une des sept joies qu'elle eue vécu dans sa vie.
Au milieu des Frères Mineurs, la promotion de cette dévotion est attribuée à Bonaventure, Chérubin de Spolète, Jean de Capistran, Pelbartus Ladislaus de Temesvár, et Bernardin de Sienne pour n'en citer que quelques-uns. Bernardin est également cité pour avoir eu une vision de la Vierge Marie lorsqu'il médita sur les sept joies de Marie. 
Selon Charles Sammons, « La Croix franciscaine nous offre une chance de méditer sur certains mystères que nous ne trouvons pas dans le Rosaire dominicain [Rosaire traditionnel], tel que l'Adoration des Mages ».

## Ordre de prières
Suivant une brève période de méditation sur chaque mystère, un Notre Père et dix Je vous salue Marie sont priés dans l'ordre. 
C'est habituel, après le septième mystère, de prier deux Je vous salue Marie en plus afin d'amener le nombre total de soixante-douze en l'honneur de la tradition que Marie suivait pendant soixante-douze années.